# Kontrolassistent
En kontrolassistent var tidligere en person uddannet på landbrugsskolerne til at kontrollere køernes mælkeydelse og mælkens indhold af fedt. Kontrolassistenten rejste fra gård til gård og havde fri kost og logi.
Hans primære opgave var at registrere hver enkelt kos produktion af mælk og mælkens fedtindhold. 
Det blev aktuelt efter at andelsmejerierne omkring 1890 begyndte at måle "flødeindholdet" i mælken fra hver enkelt leverandør. Mejerierne havde nemlig fundet ud af, at der var meget stor forskel på, hvor meget mælk der skulle bruges til at producere et pund smør. Mejerierne brugte i starten N.J. Fjords apparat til bestemmelse af flødeindhold, men i 1893 kom den såkaldte Gerber-metode (opkaldt efter sin opfinder, den schweiziske kemiker Nikolaus Gerber) til Danmark. Metoden var mere nemmere at anvende og samtidig mere nøjagtig. Desuden var omkostningerne til analysen på et niveau, som gjorde det muligt at analysere mælken fra hver enkelt ko. 
Kontrolassistenten havde en kontrolkasse, hvor han havde det udstyr, han skulle bruge for at analysere mælken. Kontrolkassen var så stor, at den ikke kunne transporteres på cykel, og derfor blev det sådan, at kontrolforeningens medlemmer transporterede kassen til næste gård, når de selv havde fået kontrolleret.
Kontrolassistentens arbejde i dag er meget anderledes, men kontrollen foretages stadig.
Der udtages prøver fra hver ko i medlemmernes besætninger,. Analyseringen sker i dag på laboratorium, og der analyseres for en hel række faktorer, - ikke bare fedtindholdet som oprindeligt. Men fedtindholdet analyseres stadig.